# Luftangriffe auf Halle (Saale)
Die Luftangriffe auf Halle (Saale) im Zweiten Weltkrieg waren, im Gegensatz zu den meisten anderen Großstädten des Deutschen Reiches, keine ausgesprochenen Flächenbombardements mit dem Ziel der Vernichtung des Wohnungsbestandes. Trotzdem waren in Halle (Saale) und dem städtischen Umland am Kriegsende 3.600 Gebäude mit 13.600 Wohnungen (von 66.000 vorhandenen) und 400 gewerbliche Betriebsstätten zerstört oder schwer beschädigt. Wertvolle Kulturbauten gingen verloren. 300.000 Kubikmeter Schutt waren zu beseitigen. Der materielle Schaden wurde auf 90 Millionen Reichsmark geschätzt. Von den NS-Behörden wurden insgesamt 1.284 Bombenopfer angegeben, diese Zahl ist jedoch nicht vollständig.
Nach drei leichteren Attacken der britischen Royal Air Force (RAF) im Jahre 1940 flogen die United States Army Air Forces (USAAF) im Zeitraum von Juli 1944 bis April 1945 sieben größere Luftangriffe auf die Stadt. Insgesamt 1.024 Bomber der 8th Air Force warfen zusammen über 2.600 Tonnen Bombenlast ab.
Am 16. April 1945, dem Tag vor der Besetzung Halles durch Truppen der US-Armee, erfolgte noch Artilleriebeschuss und die Drohung mit einem vernichtenden Bombengroßangriff.

## Luftschutz

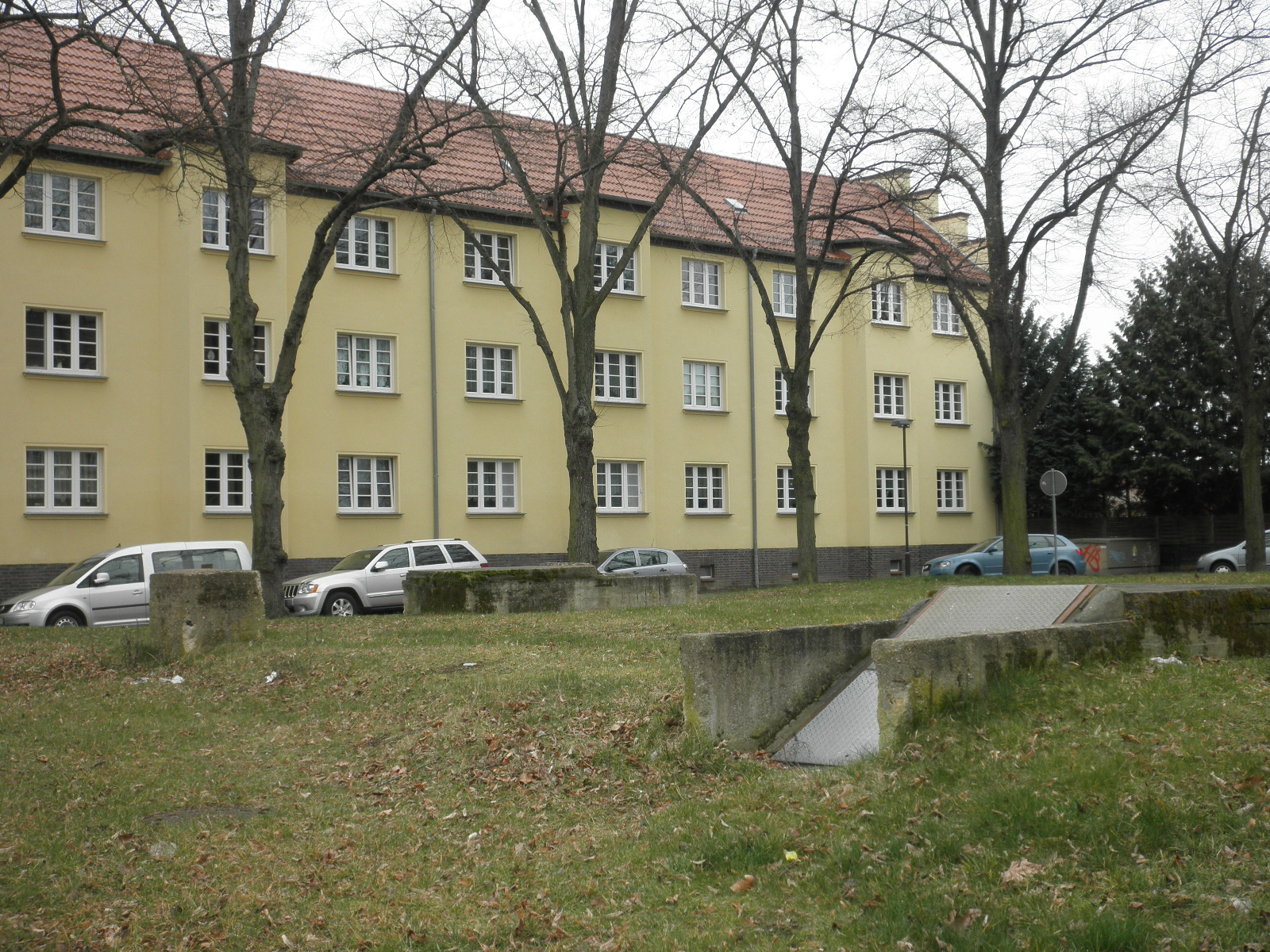
Luftschutzbunker (etwa 1941) in Wohngegend von Halle (2016)

Seit 1935 bestand für alle Bürger eine „Luftschutz-Pflicht“. Dazu gehörte besonders die Schulung zur Selbsthilfe. Schutzräume in Wohnhäusern, öffentlichen Einrichtungen und Betrieben mussten eingerichtet werden. Im Süden von Halle entstand 1937 in Wörmlitz eine Flak-Kaserne für das Flak-Regiment 33. Halle wurde mit einem Gürtel von schweren Flak-Batterien des Mitteldeutschen Flakgürtels umgeben. Im Oktober 1940 wurde für 79 deutsche Städte das „Führer-Sofortprogramm“ zur Schaffung von Luftschutzräume ins Leben gerufen. Dazu gehörte auch das als besonders schutzwürdig eingestufte Halle im Luftgau IV Halle-Merseburg. Von da an entstanden stadtweit 14 Luftschutzbunker, der größte unter dem Platz der SA (heute Georg-Schumann-Platz), ein anderer, sehr großer Tiefbunker mit 80 cm dicken Stahlbetonwänden, unter dem Universitätsplatz. Für die in der Nähe der Siebel Flugzeugwerke lebende Bevölkerung gab es einen Bunker Helmut-Just-/Ecke Klopstock-Straße. In der Seebener Straße, an den Klausbergen, wurde 1943 unter Einsatz britischer und ukrainischer Kriegsgefangener, ein sehr großer Luftschutzbunker gebaut. Weitere Bunker befanden sich in den anderen Wohngebieten, so an der Merseburger Straße, der Damaschke-Straße und am Riveufer.
Vom 8. September 1939 bis zur Kapitulation von Halle am 17. April 1945 musste 553 mal Fliegeralarm ausgelöst werden, meist bei Über- oder Vorbeiflügen alliierter Bomberverbände – nicht zuletzt wegen der Nachbarschaft zu den Leunawerken und anderen mitteldeutschen Industrieanlagen. Die Bevölkerung musste oft stunden- und nächtelang in den Schutzräumen ausharren. Der 200. Alarm erfolgte am 23. März 1944, der 350. vor Weihnachten 1944, der 501. am 31. März 1945 und der 553. am 16. April 1945.

## Die Angriffe

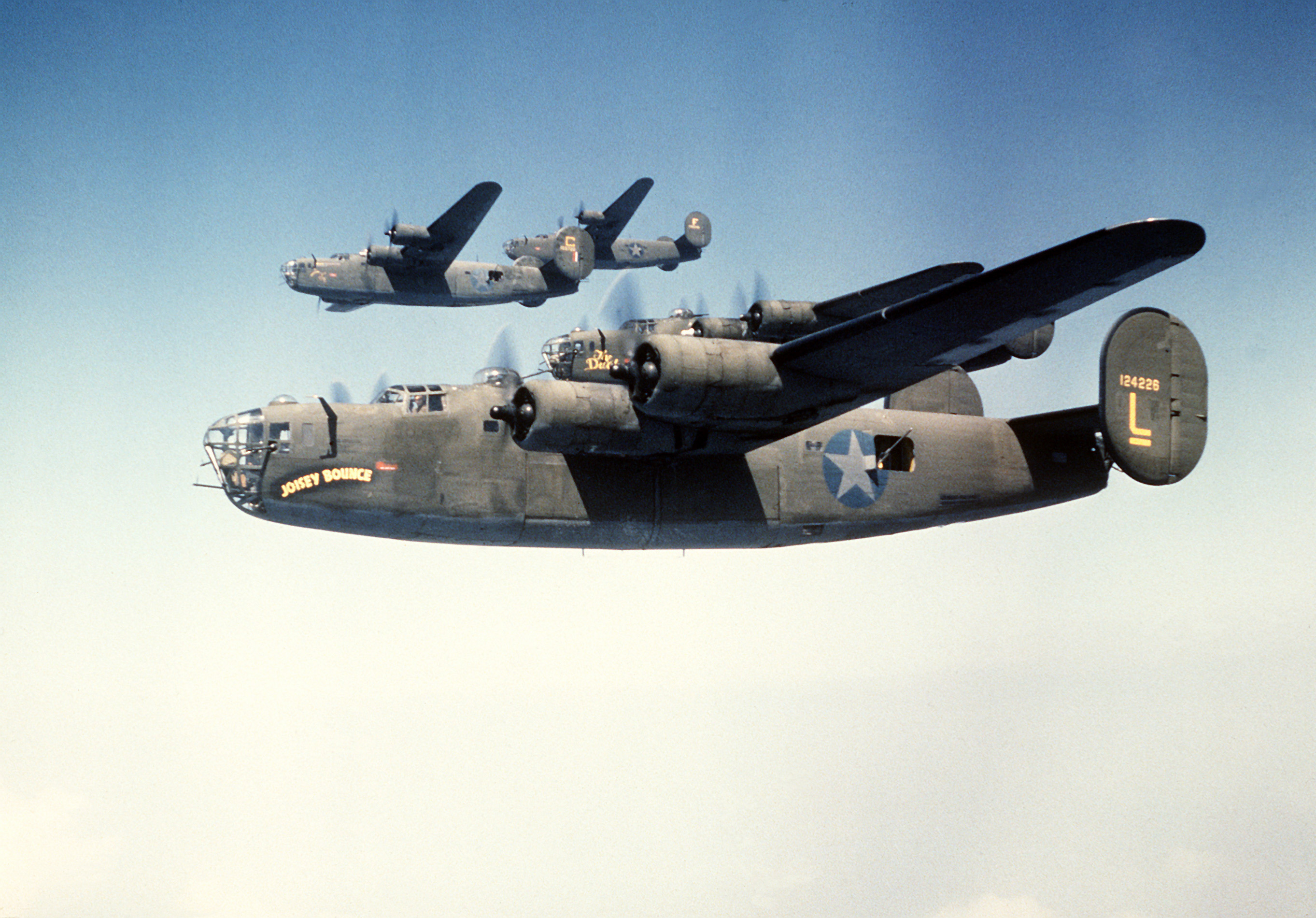
Amerikanische strategische Bomber B-24 Liberator in Formation

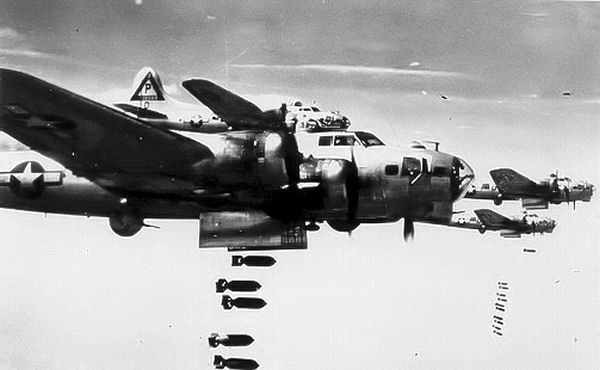
Amerikanische B-17 „Flying Fortress“ beim Bombenwurf

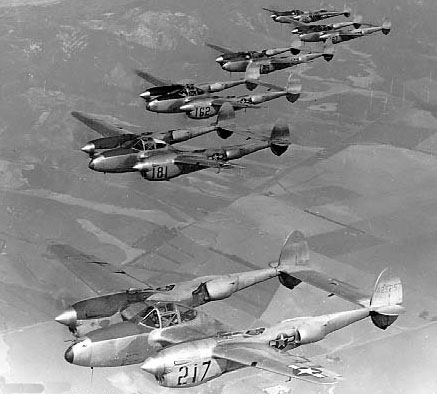
Amerikanische Jagdbomber P-38 Lightning

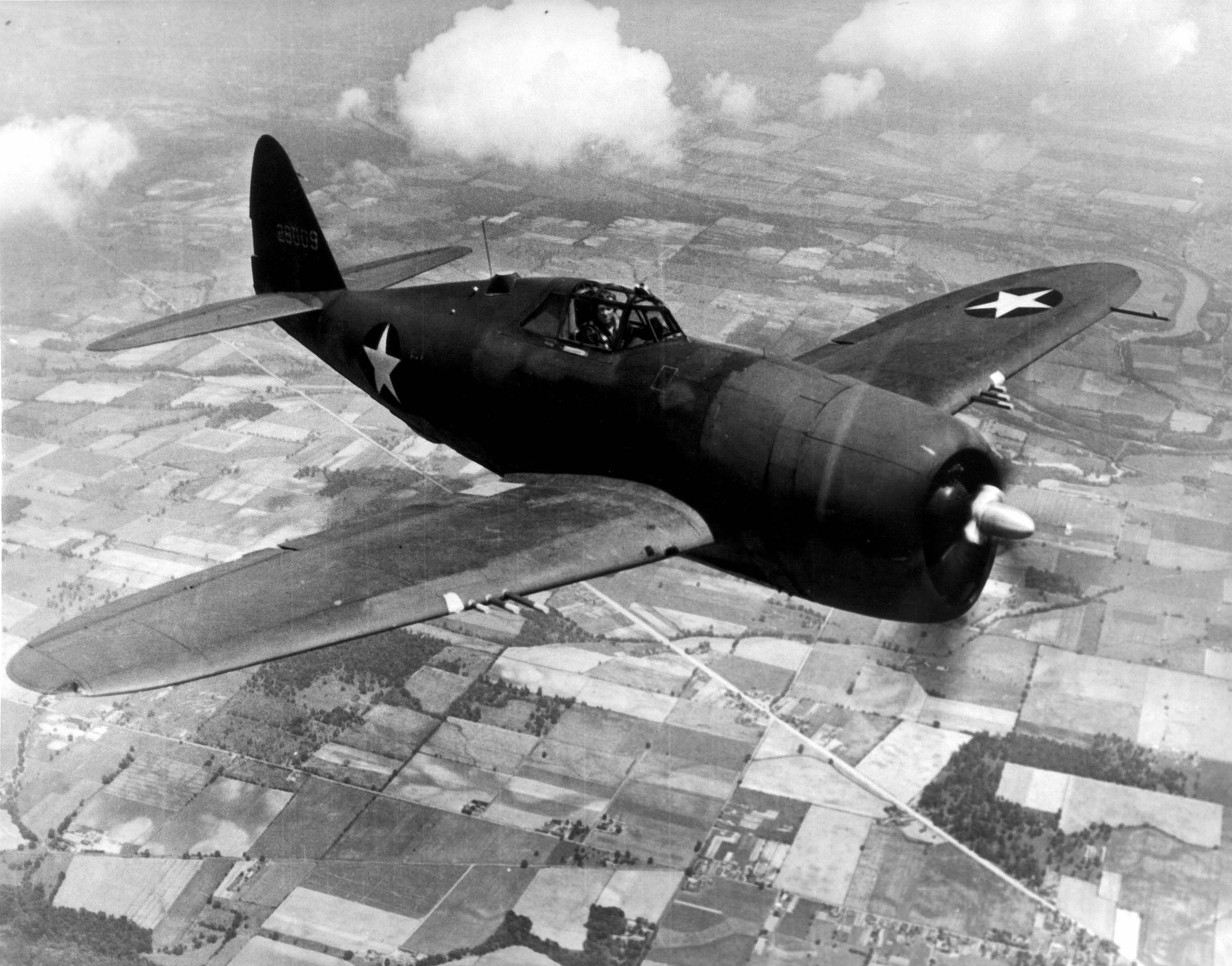
Amerikanischer Jagdbomber Thunderbolt

Obwohl Halle in den Angriffsplanungen des RAF Bomber Command regelmäßig als Ziel vorgesehen war, kam es nur 1940 zu zwei nächtlichen Bombenabwürfen auf die Stadt mit dem Decknamen „Pickerel“ (Grashecht). Der Stellvertreter von Arthur Harris, Oberbefehlshaber des Bomber Command, war Air Vice-Marshal Robert Saundby. Der begeisterte Angler versah alle in Auswahl kommenden deutschen Städte mit einem „Fish code“. Die sieben mittelschweren bis schweren Angriffe auf Halle erfolgten dann von Juli 1944 bis April 1945 durch die 8th Air Force der US-amerikanischen Streitkräfte, alle am Tage. Die begleitenden Jagdflugzeuge betätigten sich, bei erlahmender deutscher Luftabwehr, auch zunehmend als Tiefflieger bzw. Jagdbomber.

### Die einzelnen Angriffe
Diese Zusammenstellung stützt sich auf die unter „Literatur“ angeführten Schilderungen von Bock, Freeman, Groehler und Piechocki.
- 16./17. August 1940: Gegen 2.00 Uhr nachts griff die RAF militärische Anlagen in der Umgebung von Halle mit Spreng- und Brandbomben an. Es entstanden Schäden an Wohnhäusern und Werkstätten. Opfer waren nicht zu beklagen.[11]

- 28./29. August 1940: in dieser Nacht fielen britische Brand- und Sprengbomben auf ein Wohnviertel in Halle (Giebichen-Schule, Trift- und Große Brunnenstraße) und beschädigten es schwer. Zwei Personen wurden getötet und zwei schwer verletzt.[12]

- 20./21. November 1940: Britische Brandbomben wurden in größerer Zahl auf den Süden Halles, rund um den Wasserturm, geworfen. Zerstörungen entstanden an der Blindenanstalt und an Wohngebäuden. Angaben über Opferzahlen wurden nicht gemacht.[13]

- 28. Mai 1944: Ein im Kriegstagebuch der 8th Air Force erwähnter Angriff von 66 Bombern vom Typ B-24 „Liberator“ mit 155 Tonnen Bombenlast auf Lützkendorf (Krumpa) und Halle betraf wohl nur das Hydrierwerk Lützkendorf, jedenfalls wird er von Bock und Piechocki für Halle nicht erwähnt.[14]

- 7. Juli 1944: 64 schwere B-24 Bomber der 1st Bombardment Division der 8th Air Force, begleitet von starker Jägereskorte (Lightnings, Thunderbolts, Mustangs) warfen 156 Tonnen Bomben auf die im Norden Halles gelegenen Siebel Flugzeugwerke. Diese wurden getroffen, doch auch Wohngebiete im Stadtteil Frohe Zukunft schwer mitgenommen. 16 Tote wurden registriert.[15][16]

- 16. August 1944: Die 1st Bombardment Division der 8th Air Force griff mit 60 B-17 „Flying Fortress“ und starker Eskorte von Jagdflugzeugen erneut die Siebel-Flugzeugwerke als „Primärziel“ an, die nahezu völlig zerstört wurden. Wieder wurden auch Wohngebiete bombardiert. Zusammen mit dem 7. Juli waren über 10 Straßen betroffen. Die Heilandskirche brannte aus. Auf dem Gertraudenfriedhof entstanden eine große Anzahl Bombentrichter, Gräber wurden aufgewühlt, die Gärtnerei und Verwaltungsgebäude gingen in Trümmer. Vor dem Friedhof traf eine Bombe den Unterstand einer Gärtnerei, 11 Tote waren hier zu beklagen. Auf der offiziellen Trauerfeier wurde verkündet, dass es „23 Opfer des Terrorangriffs auf ein Wohnviertel unserer Stadt“ gegeben habe.[17][18]

- 2. November 1944: 23 B-17 der 3rd Bombardment Division mit 57 Tonnen Bombenlast und Jägereskorte (Lightnings, Mustangs) flogen einen „leichteren Angriff“ auf Halle. Ein Flügel der als Hilfslazarett dienenden Pestalozzi-Schule wurde zerstört.[19] Angaben über Todesopfer wurden nicht gemacht.

- 25. November 1944: In den Mittagsstunden erfolgten Bombenabwürfe auf das Süd- und das Ostviertel Halles. Schäden entstanden in über sieben Straßen. Bei einer Trauerfeier auf dem – ebenfalls betroffenen – Südfriedhof wurden 29 Opfer (beider November-Angriffe?) genannt.[20]

- 19. Februar 1945: zum ersten Mal erscheinen Tiefflieger über der Stadt.[21]

- 27. Februar 1945: Den bis dahin schwersten Angriff auf Halle als „Primärziel“ führten kurz nach dem Alarm um 12.30 Uhr 314 schwere Bomber des Typs B-24 Liberator der 2nd Air Division mit 723 Tonnen Spreng- und Brand-Bomben durch, in Begleitung durch Jagdflugzeuge. Besonders die Bahnhofsgegend und die Südstadt waren betroffen. Tagelang wüteten in diesen Stadtteilen Brände. Für längere Zeit fielen dort Strom und Wasserversorgung aus. 312 Opfer wurden auf dem Südfriedhof bestattet, eine unbekannte Zahl weiterer auf dem Gertraudenfriedhof.[22]

- 31. März 1945 (Karsamstag): an diesem Tag erfolgte der schwerste Angriff auf Halle als „Sekundär-Ziel“ durch die 1st Air Division mit 369 B-17 und Abwurf von 1.069 Tonnen Spreng- und Brandbomben, sowie starker Jägerbegleitung (Mustangs). Voraus ging um 8.55 Uhr der 501. Luftalarm in Halle. Betroffen war besonders der Umkreis des mit Flüchtlingen überfüllten Hauptbahnhofs, die Innenstadt und die Südstadt. Zahlreiche öffentliche Gebäude, bekannte Geschäftshäuser und Hotels verschwanden aus dem Stadtbild oder wurden beschädigt. Dazu gehörten am Riebeckplatz die Hotels „Goldene Kugel“, „Europa“, „Weltkugel“, „Hohenzollernhof“ und „Riebeckbräu“, in der Leipziger Straße das Geschäftshaus „Ritterhaus“. Zu den (teil)zerstörten Kulturbauten gehörten das Alte Rathaus, die Ratswaage und der Festsaal im Hauptgebäude der Franckeschen Stiftungen sowie das Wohnhaus von A. H. Francke. Unter dem Gymnasium der Stiftung wurden 45 Jungen verschüttet, die nur noch tot geborgen werden konnten. Die Christuskirche in der Freiimfelder Straße wurde getroffen, im Stadtgottesacker wurden viele Gräber aufgewühlt und die Rundbogen von Nickel Hoffmann durchsiebt. Industrieanlagen waren weniger betroffen: eine Eisengießerei und eine Maschinenfabrik. Noch tagelang lag Brandgeruch und Staub über der Stadt. 796 Tote und 369 Schwerverletzte mussten gezählt werden. Für diese Opfer und die des nächsten Angriffs am 6. April fand eine Trauerfeier auf dem Hof der Moritzburg am 8. April statt. In Unterlagen des Stadtarchivs Halle finden sich zum Teil höhere Angaben zu den Opferzahlen, als die von der Administration bekanntgegebenen. Der 31. März ging als „schwarzer Tag“ in das Gedächtnis der Hallenser ein.[23]

- 6. April 1945: an diesem Tag griffen 183 schwere Bomber des Typs B-24 Liberator der 2nd Air Division die Stadt als „Primärziel“ mit 402 Tonnen Bombenlast an, dazu 11 B-17 der 1st Air Division mit 37 Tonnen Bomben. 218 Jagdflugzeuge (P-47 Thunderbolts, P-51 Mustangs) begleiteten die an diesem Tag auf Halle und Eisleben angesetzten schweren Bomber und betätigten sich als Tiefflieger. Besonders betroffen wurden Verwaltungsgebäude der Universität, das Reichsbahnausbesserungswerk, der Stadtteil Glaucha, doch auch Gartengebäude des Elisabeth-Krankenhauses und die Universitäts-Frauenklinik. Wie überall, waren Krankenhäuser und Lazarette mit den Zeichen des Roten Kreuzes auf den Dächern gekennzeichnet. Die offiziellen Opferzahlen lagen bei 106 Toten und 30 Schwerverletzten.

- 16. April 1945: Die Stadt lag unter amerikanischem Artilleriebeschuss, besonders die Bauten um den Marktplatz. Der Rote Turm, das Wahrzeichen der Stadt, brannte vollständig aus.

- 16. April 1945: Angedrohter Vernichtungsangriff. Dem Halleschen Kampfkommandanten wurde auf einem Flugblatt der 104. US-Infanteriedivision ein Ultimatum gestellt. Darin hieß es: „Amerikanische Jagdbomber und Schwerkampfflugzeuge stehen startbereit, um ... Halle dem Erdboden gleichzumachen ...wenn nicht bedingungslose Übergabe ...“. Ähnlich formuliert war ein Schreiben des US-Obersten Kelleher an den bekannten Seekriegshelden des Ersten Weltkriegs Graf Luckner in Halle. General Allen, Kommandeur der 104. Division, sagte zu Graf Luckner – der mit Zustimmung des Oberbürgermeisters und anderer Persönlichkeiten der Stadt Halle zu ihm gefahren war – am gleichen Tag: „Heute Nacht habe ich 700 Bomber und 260 Jagdbomber zum Vernichtungsangriff auf Halle angesetzt ... Sprengbomben, dann neue dreiteilige Phosphorbomben ... Feuersturm ... Kalkulation mit Tod von 75.000 bis zu 100.000 Menschen (30–40 % der 250.000 in Halle befindlichen Personen)“. Nach einem Appell von Luckner erklärte sich Allen bereit, den Angriff um 12 Stunden zu verschieben. Als sich daraufhin die Wehrmacht in der Nacht zum 17. April in den Süden von Halle zurückzog, und die US-Armee kampflos in das Zentrum der Stadt einrücken konnte, verzichtete sie auf den geplanten gewaltigen Luftangriff. Die US-Flugzeugbesatzungen hatten tatsächlich seit dem Morgen des 16. April auf den Einsatzbefehl gewartet.[24][25]

## Kulturelle Verluste und Schäden

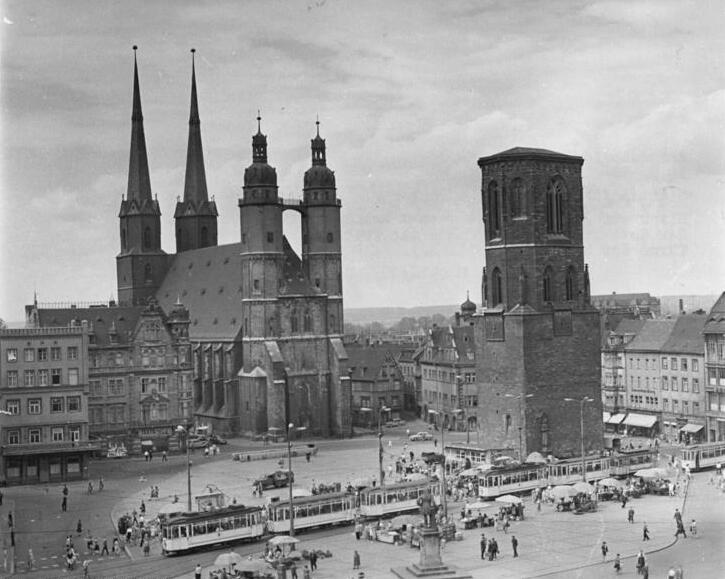
Roter Turm: nach Artilleriebeschuss am 16. April 1945 ausgebrannt und die 40 m hohe Haube verloren (Foto 1964)

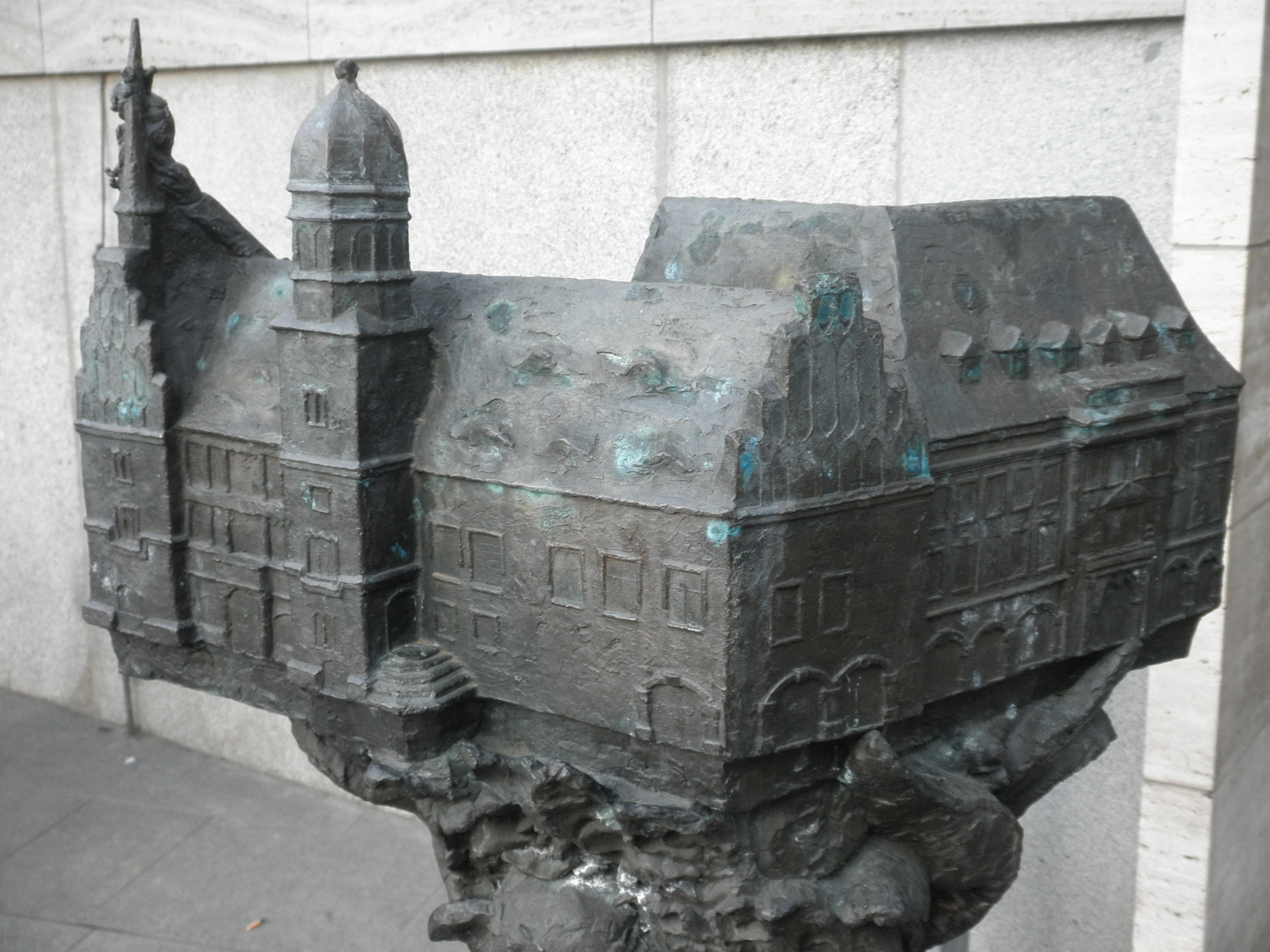
Skulptur Altes Rathaus (2001). Das AR wurde durch Bomben am 31. März 1945 schwer beschädigt und 1948 abgerissen.

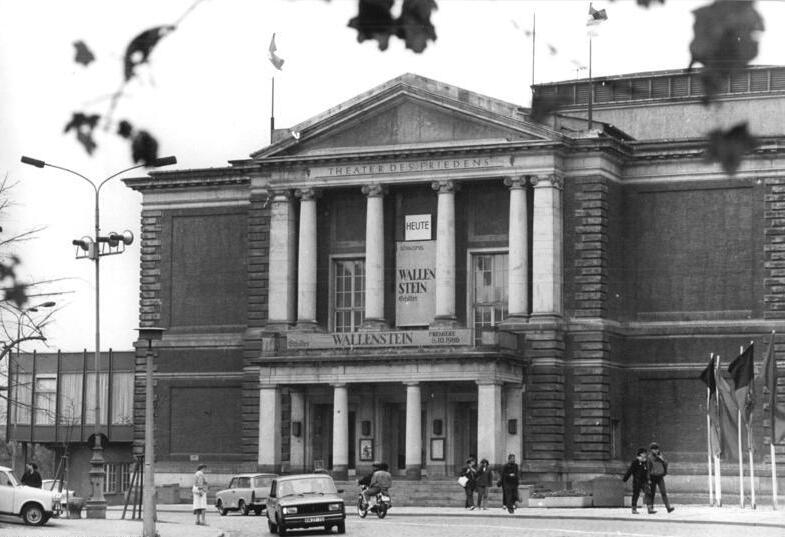
Opernhaus 1986. Schwer bombenbeschädigt am 31. März 1945. Stark vereinfacht und ohne Kuppel wiederaufgebaut.

Die folgenden Angaben stützen sich im Wesentlichen auf Renate Kroll, im unten aufgeführten Standardwerk Schicksale deutscher Baudenkmale im Zweiten Weltkrieg (1978)
„Der empfindliche Verlust wertvoller Kulturstätten hat im Stadtbild (von Halle) tiefe Spuren hinterlassen“.
- Marktkirche Unser Lieben Frauen: Die Marktkirche wurde bei dem Luftangriff am 31. März 1945 schwer beschädigt. Durch Bombentreffer wurde ein Pfeiler weggerissen, wodurch ein Teil des Gewölbes einstürzte. Dabei wurde auch die Bronzefünte von Meister Ludolf beschädigt. Durch Artilleriebeschuss am 16. April wurden das Maßwerkfenster an der Westfront hinter der Orgel herausgebrochen, das Kirchendach und die Hauben der Hausmannstürme erheblich beschädigt.

- St.-Georgen-Kirche: Beim Luftangriff am 6. April 1945 schlug eine Sprengbombe (Minenbombe?) dicht neben der Kirche ein, wodurch starke Risse im Mauerwerk entstanden und Fenster und Türen zerstört und die Dächer von Kirchenschiff und Turm abgedeckt wurden. Durch Artilleriebeschuss am 16. April wurde der Turm weiter in Mitleidenschaft gezogen.

- Marktplatz: durch Luftangriffe und Artilleriebeschuss entstanden schwere Zerstörungen.

- Altes Rathaus an der Ostseite des Marktplatzes: der historische Bau wurde bei dem Bombenangriff am 31. März bis auf den Barockflügel zerstört, dieser und die Ruine (trotz Protesten) ab 1948 abgerissen.

- Ratswaage (war lange Universität, dann Bürgerschule) an der Ostseite des Marktplatzes: Bei Luftangriff am 31. März 1945 zerstört. Beim Abriss der Ruine kam ein kräftiger Turmrest des Vorgängerbaues zum Vorschein, der wohl Amtssitz des Vogtes war. Das Portal von Bogenkrantz wurde im Hof der Moritzburg sichergestellt.

- Roter Turm auf dem Markt (früherer Turm der 1529 abgetragenen alten Marienkirche): Der Turm ist durch Artilleriebeschuss am 16. April 1945 in Brand geraten und unter Einsturz des 40 Meter hohen, charakteristischen Turmhelms ausgebrannt. Auch die Turmumbauung wurde getroffen und später abgerissen.

- Stadtgottesacker (Camposanto mit 94 Grabgewölben, Vierflügelanlage): durch Bomben wurden am 31. März 1945 die Grüfte 1–16, 25–31 und 63–66 zerstört und das Dach beschädigt und in Brand gesetzt.

- Stadttheater der Gründerzeit: es wurde beim Luftangriff am 31. März 1945 durch Sprengbomben weitgehend zerstört, besonders das Bühnenhaus.

- „Die Türkei“: Große Steinstraße 82 (barockes viergeschossiges Bürgerhaus von 12 Achsen, Anfang 19. Jahrhundert von Musikdirektor Türk bewohnt): 1945 zerstört

- Jenastift in der Rathausstraße: in Mitleidenschaft gezogen

- Parabelhaus: Brüderstraße 3 (dreigeschossiger, zehnachsiger Putzbau mit ausgebautem Dachgeschoss, Professorenwohnhaus): 1945 zerstört

- Portal des Pfälzer Kolonialgerichts: Albert-Dehne-Straße, 1945 zerstört

- d’Altonsche Villa: Schimmelstraße 8, 1945 zerstört

## Opferzahlen
Offiziell wurden von den NS-Behörden insgesamt 1.284 Todesopfer der Bombenangriffe angegeben: Zahl aus Addition der von Bock für die einzelnen Angriffe angeführten Toten. Dabei fehlen aber die Verluste bei einem Angriff ganz, bei einem anderen fehlen die auf einem der großen Friedhöfe beigesetzten Toten. Die Zahl von 1.284 Bombenopfern ist somit nicht vollständig. Auch in den Unterlagen des Stadtarchivs existieren zum Teil höhere Zahlen. Die Opfer der Tieffliegerangriffe und des Artilleriebeschusses sind auch nicht dabei, ebenso wenig die bei den Luftangriffen getöteten Militärangehörigen und die später verstorbenen Verwundeten. Bei dem Angriff am 31. März 1945 gab es eine Relation von 796 Toten zu 369 Schwerverletzten.
Die amerikanischen Bombenangriffe werden vom früheren Direktor des Stadtarchivs Halle, Werner Piechocki, als Terrorangriffe eingestuft – soweit sie Wohngebiete betrafen.

## Begräbnis- und Gedenkstätten

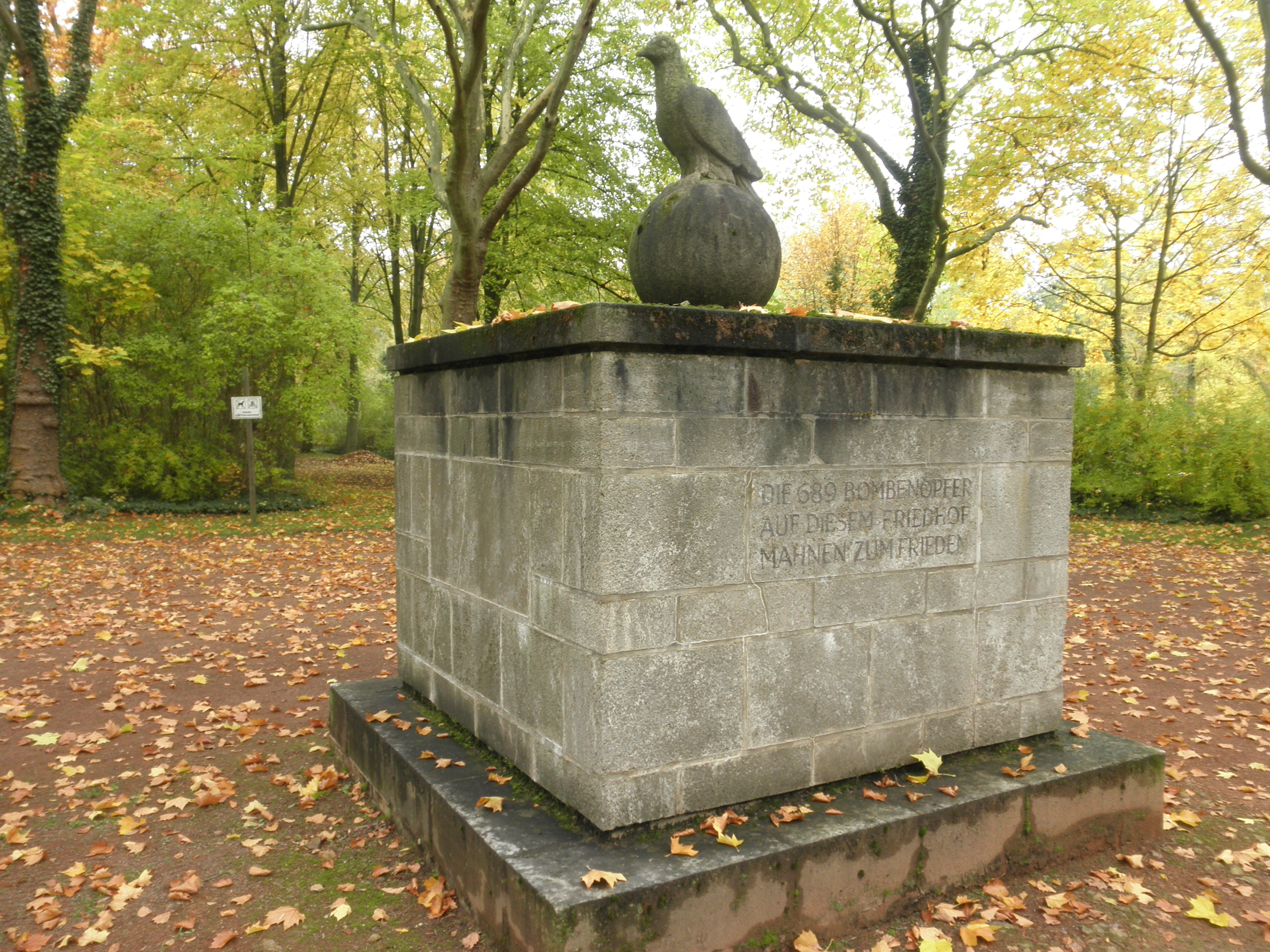
Denkmal für 689 Bombenopfer auf dem Gertraudenfriedhof in Halle

Auf dem Gertraudenfriedhof gibt es ein großes Gräberfeld mit 689 Bombenopfern und auf dem Südfriedhof mit (2015) noch 488 Bombenopfern (weitere fünf, italienische Militärinternierte, sind 1994 in ihr Heimatland überführt worden). Jeder Tote hat auf den Rasenflächen einen flachliegenden Grabstein (von Mitte der 1990er Jahre) in angenäherter Kreuzform mit Namen, Geburts- und Sterbejahr (1944 oder 1945); der Sterbetag/Angriffstag geht nicht daraus hervor. Unter den Opfern befinden sich zahlreiche Kinder. Die Kalksteinplatten aus der Nachkriegszeit befanden sich im Verfall und mussten daher nach der Wende ersetzt werden. Am Rande der Gräberfelder der beiden Friedhöfe gibt je eine liegende Gedenkplatte Auskunft: „Bombenopfer – 2. Weltkrieg“.
Auf dem Gertraudenfriedhof steht aus der DDR-Zeit ein genau zentral gelegenes Denkmal mit Friedenstaube auf wuchtigem Sockel (der von einem anderen Denkmal umgewidmet wurde) und der Inschrift: „Die 689 Bombenopfer auf diesem Friedhof mahnen zum Frieden“. Etwas abseits davon liegt das große Gräberfeld (Abteilung 25) mit den Bombenopfern: kommt man von der Friedhofskirche, links vom Denkmal. In der Nähe, auf der anderen Seite, befindet sich das Kolumbarium und in dessen Mitte das bekannte Denkmal des Bildhauers Richard Horn „Die Figuren der endlosen Straße“, angeführt vom Tod. In der Mitte des Zuges symbolisieren flüchtende Menschen mit angstvoll nach oben blickenden Gesichtern die Bombenopfer. Unweit des Krematoriums findet sich ein Brunnen mit der Inschrift: „Errichtet 1949 anstelle des durch Fliegerbombe im Jahre 1944 zerstörten Brunnens“.
Auf dem Südfriedhof liegen die Gräberfelder (1 und 3) mit den Bombenopfern rechts des Verbindungsweges vom Haupteingang zur Friedhofskirche, getrennt durch andere Gräber. Die Gräberfelder mit den noch 488 Bombenopfern sind hier, auch durch die braune Farbe der liegenden Grabsteine, auf den Rasenflächen besonders unauffällig.

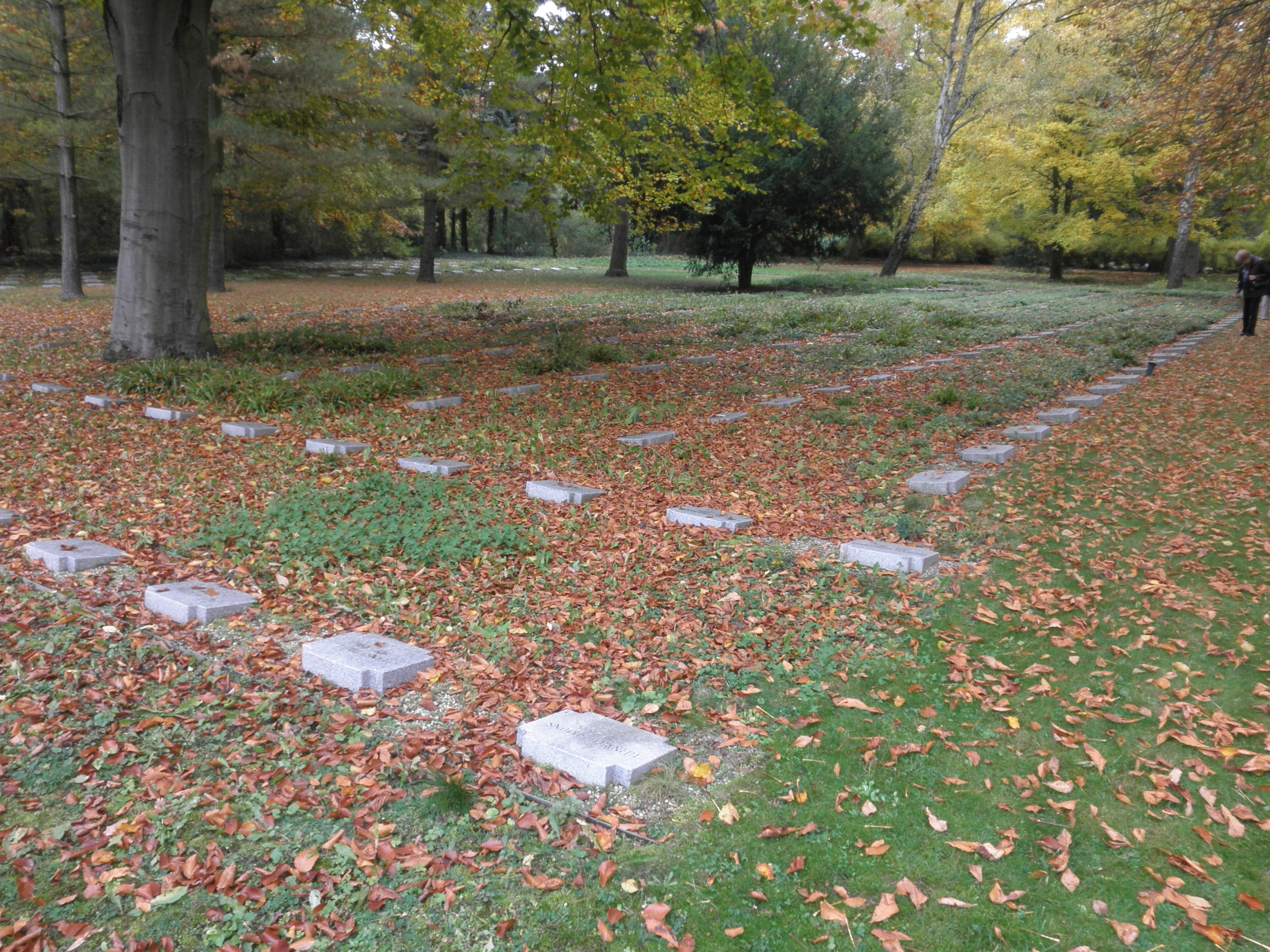
Gräberfeld für 689 Bombenopfer auf Gertraudenfriedhof in Halle
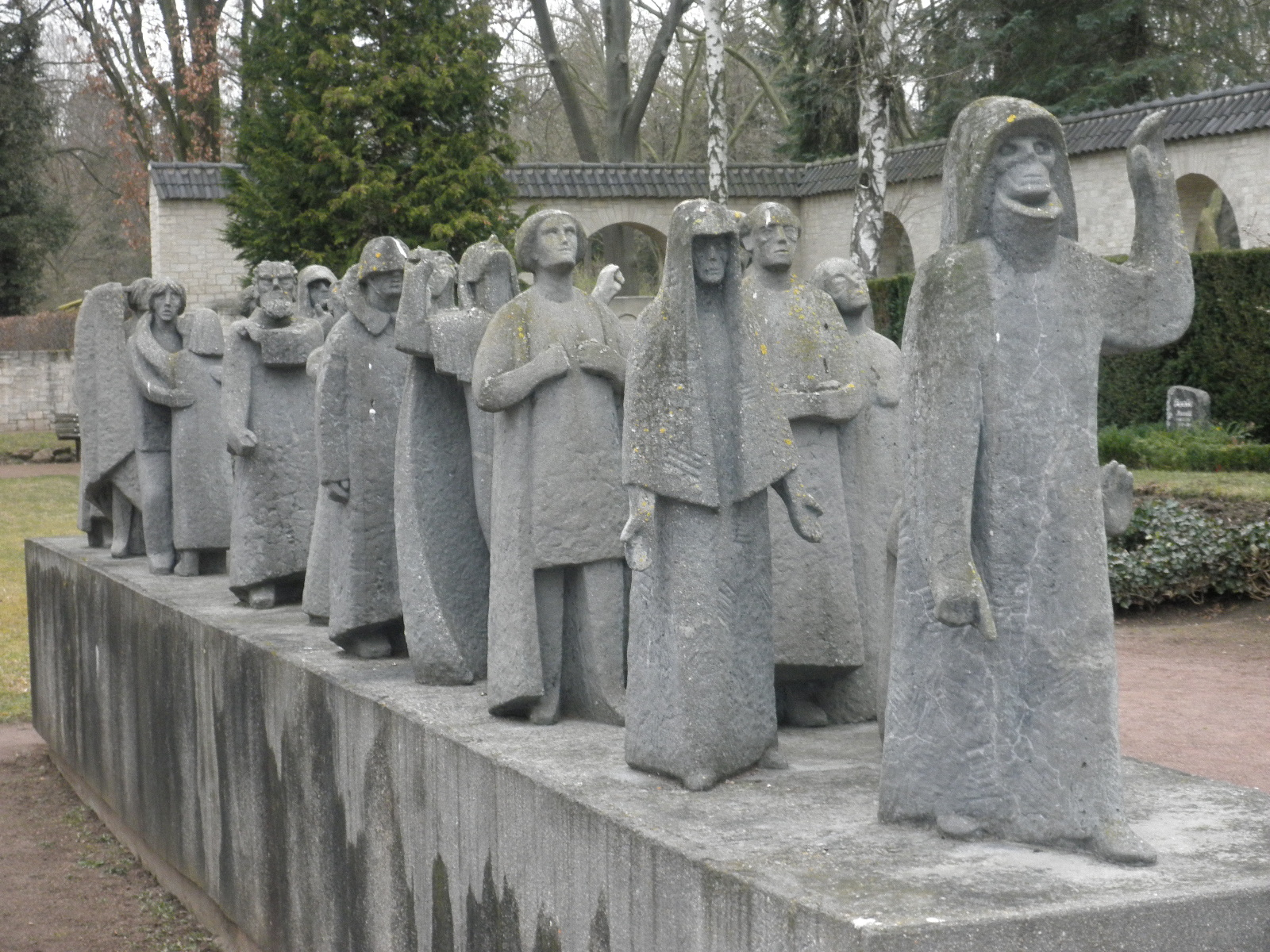
Endlose Straße im Kolumbarium (darunter Die Bombenopfer)
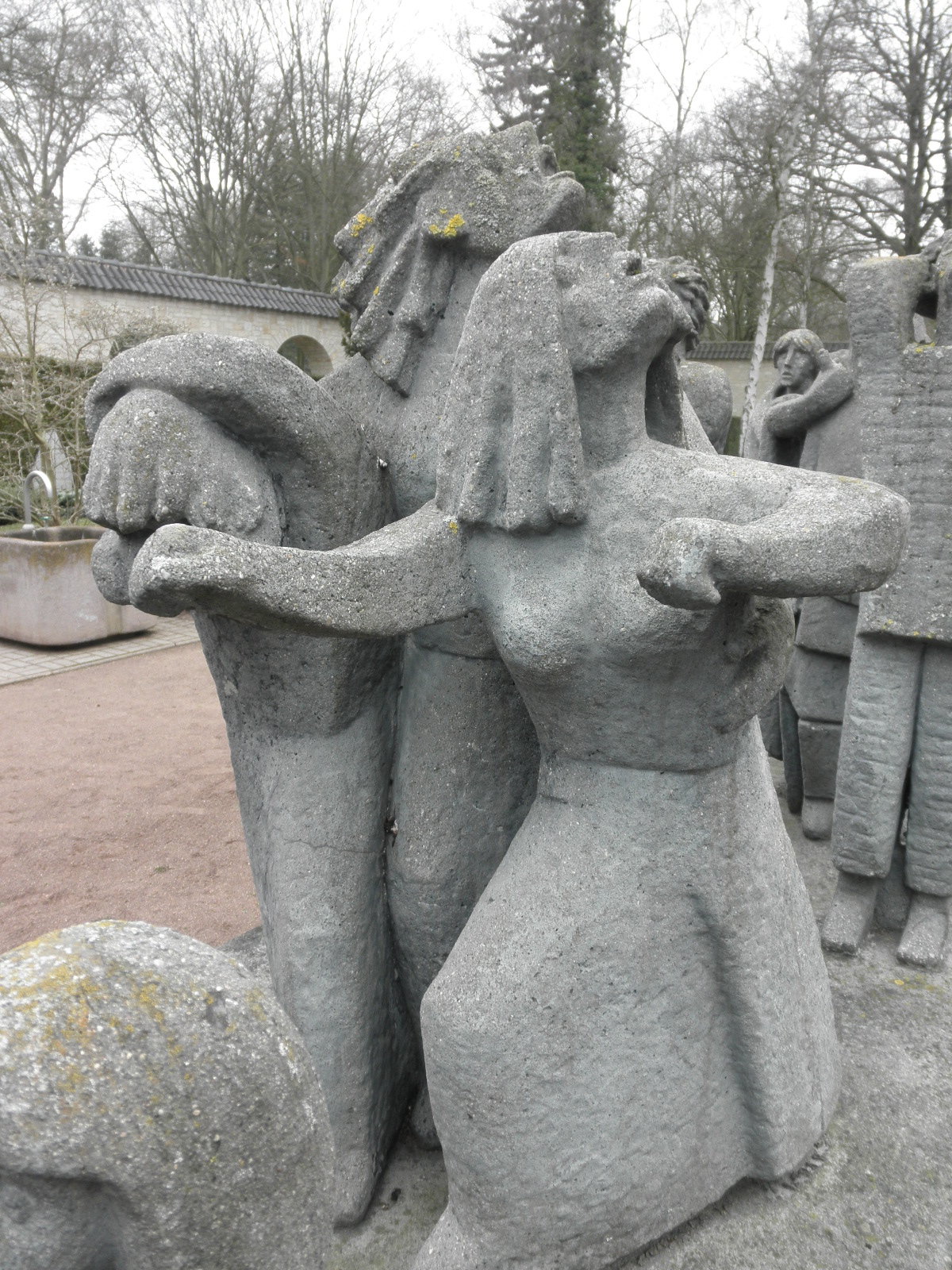
Die Bombenopfer in der Endlosen Straße
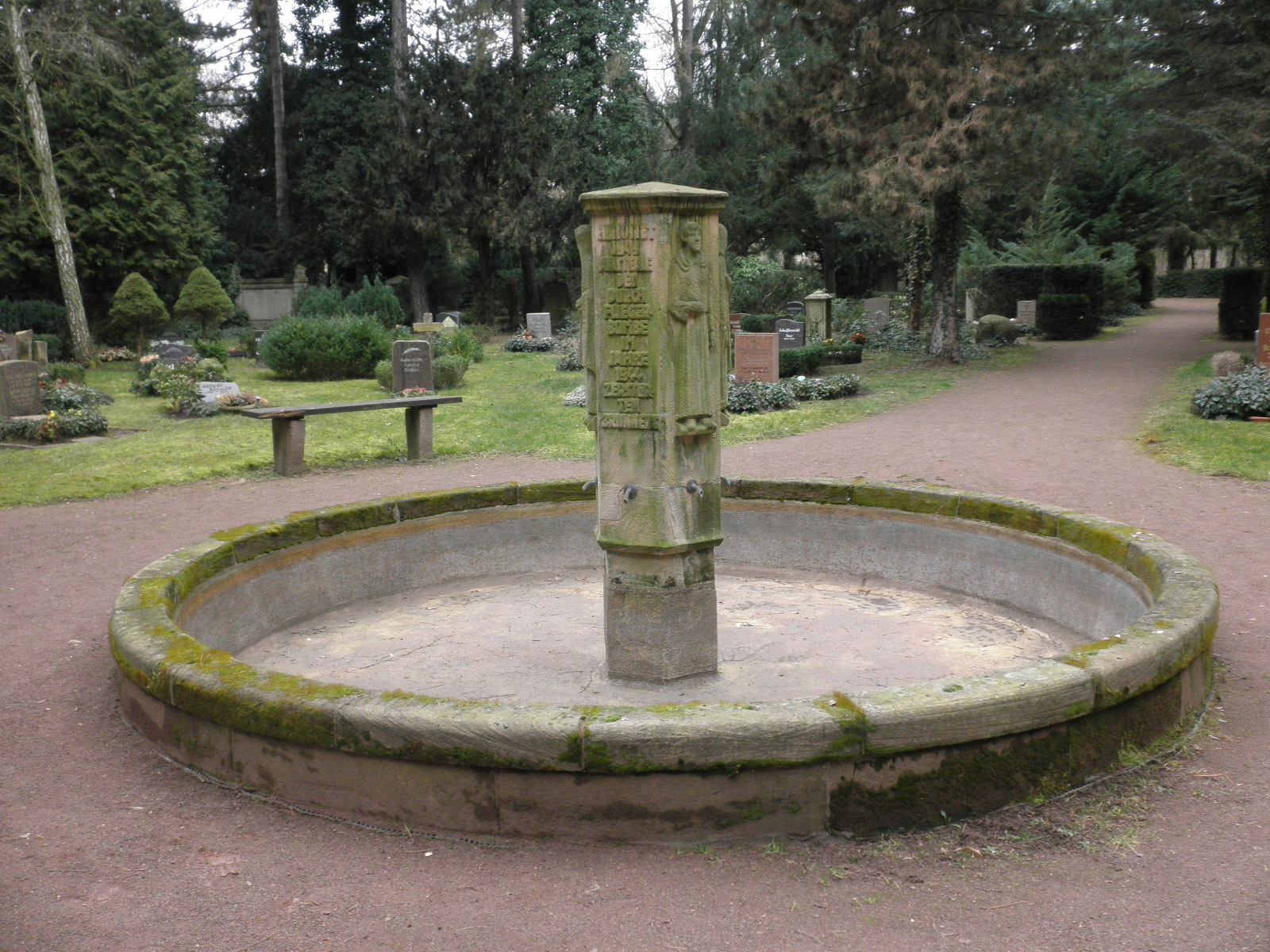
Nach Bombenzerstörung wiederaufgebauter Brunnen auf Gertraudenfriedhof
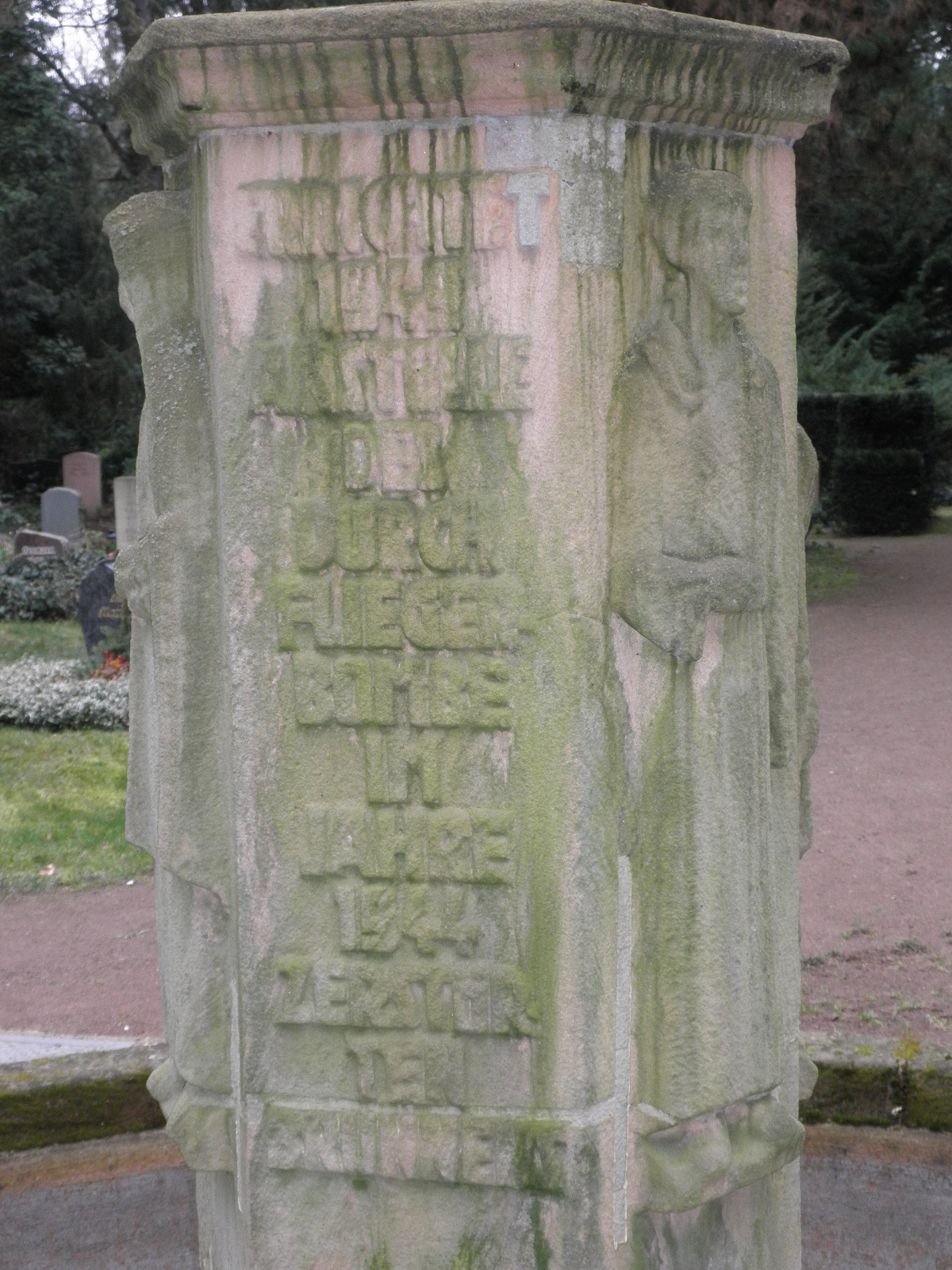
Nach Bombenzerstörung wiederaufgebauter Brunnen auf Gertraudenfriedhof
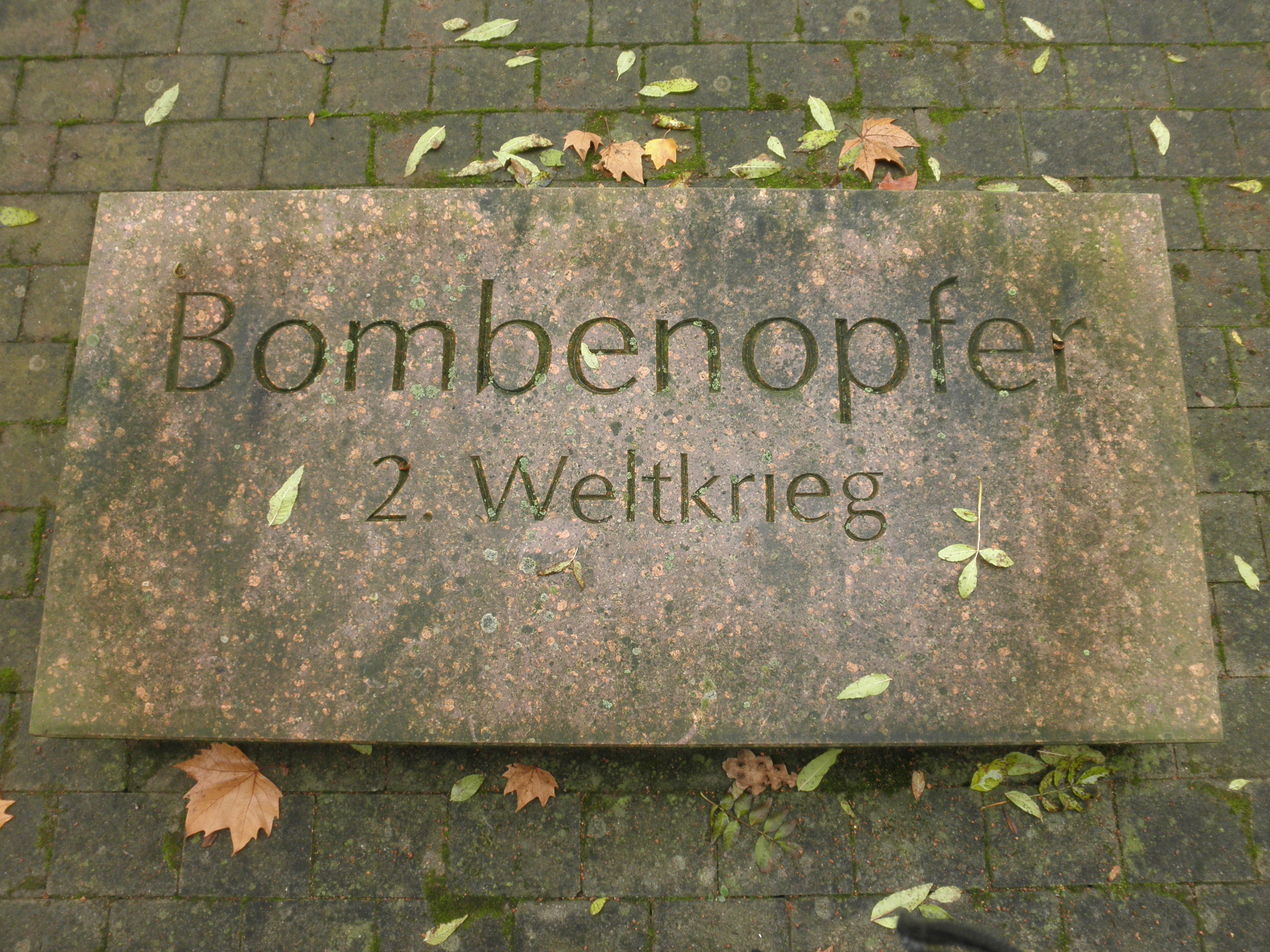
Bombenopfer auf Südfriedhof in Halle
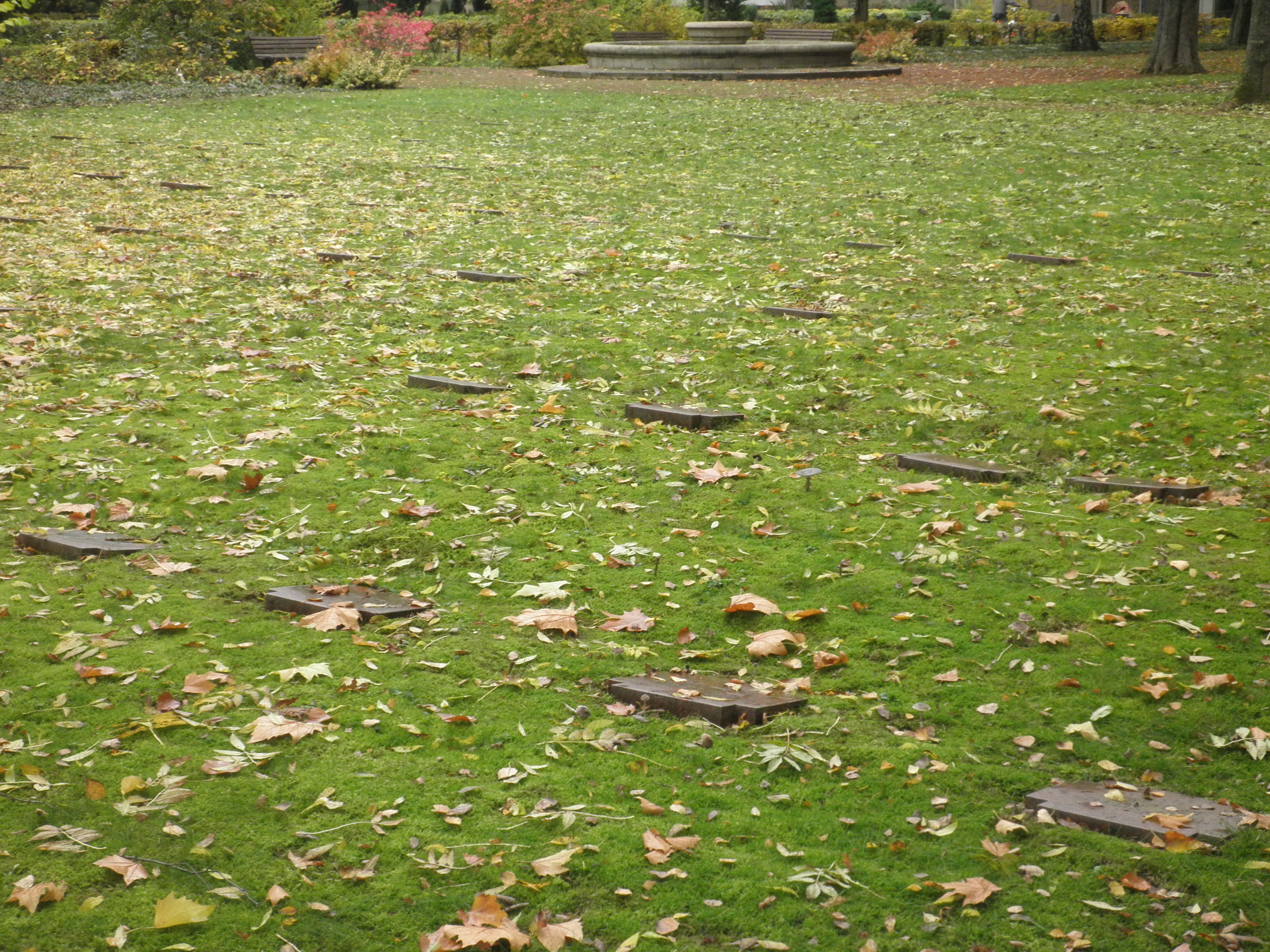
Über 500 Bombenopfer auf Südfriedhof in Halle

## Altlasten
Auch noch 70 Jahre nach den Luftangriffen werden bei Bauarbeiten Blindgänger oder vergrabene Bomben in Halle gefunden. So mussten im November 2014 zwei Bomben vor Ort gesprengt werden. Im Oktober 2011 stieß man auf dem Gelände des Elisabeth-Krankenhauses auf eine Fünfzentner-Sprengbombe. Vor der Entschärfung mussten das Krankenhaus, Kinder- und Pflegeeinrichtungen sowie 20.000 Einwohner evakuiert werden.
Am 27. Mai 2019 konnte eine 250 kg schwere amerikanische Sprengbombe erfolgreich entschärft werden, die bei Bauarbeiten am Hauptbahnhof gefunden worden war. Zur Entschärfung mussten 12.400 Einwohner, ein Krankenhaus, sieben Pflegeheime, sechs Schulen und sechs Kindertagesstätten evakuiert werden. Der Bahnhof und seine weite Umgebung wurden gesperrt, die Verkehrsbehinderungen auf Schienen und Straßen waren erheblich.
Im Winter 2020/2021 wurden während der Bauarbeiten für das Nachwuchsleistungszentrum des Halleschen FC im Stadtteil Silberhöhe wiederholt Fliegerbomben gefunden. Grund soll eine dort existierende Flakstellung sein. Im Detail handelt es sich um eine 75 kg schwere Fliegerbombe Mitte November, eine genauso schwere, die am 24. November 2020 entschärft wurde, eine dritte gleichen Gewichts, die am 9. Dezember 2020 entschärft wurde, sowie zwei weitere Blindgänger, ebenfalls je 75 kg, die am 15. Dezember 2020 entschärft wurden. Im zweiten und dritten Fall mussten je ca. 2.800 Menschen im 500 m Radius evakuiert werden, im 4. Fall ca. 2.000 Anwohner. Um dies im Fall von weiteren Funden zu verhindern, änderte man im Januar 2021 das Sicherheitskonzept auf der Baustelle. Dadurch war am 21. April 2021 lediglich das Umfeld im 250-Meter-Radius für eine erneute Evakuierung vorgesehen, auf die dann letztendlich sogar verzichtet werden konnte.